# Liste der Kulturdenkmale in Pforzheim-Buckenberg
In der Liste der Kulturdenkmale in Pforzheim-Buckenberg werden alle unbeweglichen Bau- und Kunstdenkmale in Buckenberg (Pforzheim) aufgelistet, die in der städtischen „Liste der Kulturdenkmale“ geführt sind.

## Liste
| Bild           | Bezeichnung                                    | Lage                                            | Datierung | Beschreibung                          | ID |
| -------------- | ---------------------------------------------- | ----------------------------------------------- | --------- | ------------------------------------- | -- |
|                | Altbau des August-Kayser-Stifts                | August-Kayser-Straße 23 (Flst.-Nr. 1968/1)      | 1910      | Geschützt nach § 2 DSchG              |    |
|                | Villa Hafner mit Parkanlage und Einfriedung    | Buckenbergweg 2 (Flst.-Nr. 2356/2)              | 1914      | Geschützt nach § 2 DSchG              |    |
|                | Ehemaliges Gärtnerhaus                         | Buckenbergweg 2a (Flst.-Nr. 2356/4)             | 1914      | Geschützt nach § 2 DSchG              |    |
|                | Hofgut Buckenberg mit Teilen der Einfriedung   | Buckenbergweg 4 (Flst.-Nr. 2351)                | 1849      | Geschützt nach § 2 DSchG              |    |
|                | Gewölbekeller                                  | Buckenbergweg 4 (Flst.-Nr. 2351)                | 1749      | Geschützt nach § 2 DSchG              |    |
|                | Forlenstein                                    | Hagenschieß (Flst.-Nr. 8396/5)                  |           | Gedenkstein. Geschützt nach § 2 DSchG |    |
|                | Gedenkstein Munitions-Sprengkommando Nordbaden | Hagenschieß (Flst.-Nr. 8396)                    |           | Gedenkstein. Geschützt nach § 2 DSchG |    |
|                | Gedenkstein Aufforstung Hagenschieß            | Hagenschieß (Flst.-Nr. 8396/7)                  |           | Gedenkstein. Geschützt nach § 2 DSchG |    |
|                | Hirschstein                                    | Hagenschieß (Flst.-Nr. 8396)                    |           | Gedenkstein. Geschützt nach § 2 DSchG |    |
|                | Lärchenstein                                   | Hagenschieß (Flst.-Nr. 8396)                    |           | Gedenkstein. Geschützt nach § 2 DSchG |    |
|                | Wegkreuz Kreuzäcker                            | Hagenschieß (Flst.-Nr. 8311)                    |           | Geschützt nach § 2 DSchG              |    |
| Weitere Bilder | Wasserwerk Friedrichsberg                      | Kanzlerstraße 105 (Flst.-Nr. 2559)              | 1901      | Geschützt nach § 2 DSchG              |    |
|                | Ehemaliges Wohnhaus Emele                      | Schoferweg 60 (Flst.-Nr. 1865)                  | 1924      | Geschützt nach § 2 DSchG              |    |
|                | Forstbetriebsgebäude                           | Tiefenbronner Straße 200 (Flst.-Nr. 8303)       | 1910      | Geschützt nach § 2 DSchG              |    |
|                | See mit Ufern                                  | Tiefenbronner Straße 201 (Flst.-Nr. 8301/1)     | 1731      | Geschützt nach § 2 DSchG              |    |
|                | Wildmauerstein                                 | Tiefenbronner Straße 201 (Flst.-Nr. 8301/1)     | 1772      | Geschützt nach § 2 DSchG              |    |
|                | Seehaus                                        | Tiefenbronner Straße 201 (Flst.-Nr. 8301/1)     | 1776      | Geschützt nach § 2 DSchG              |    |
|                | Ehemaliges Forsthaus                           | Tiefenbronner Straße 203 (Flst.-Nr. 8301)       | 1776      | Geschützt nach § 2 DSchG              |    |
| Weitere Bilder | Ruinen eines römischen Gutshofs                | Villa Rustica im Kanzlerwald (Flst.-Nr. 8396/5) |           | Geschützt nach § 2 DSchG              |    |